# Chrysorabdia aurantiaca
Chrysorabdia aurantiaca är en fjärilsart som beskrevs av George Francis Hampson 1898. Chrysorabdia aurantiaca ingår i släktet Chrysorabdia och familjen björnspinnare. Inga underarter finns listade i Catalogue of Life.